# Феодосий Чернишов
Феодосий Николаевич Чернишов (на руски: Феодосий Николаевич Чернышёв) е руски изследовател, геолог, палеонтолог, академик от Петербургската академия на науките (1909). Известен със своите изследвания на тектониката и палеозойските образувания на Урал и на север от Русия.

## Ранни години (1856 – 1882)
Роден е на 24 септември 1856 година в Киев, Руска империя (днес в Украйна). Учи в Първа Киевска гимназия, а след това във Военноморското училище. През 1880 завършва Минния институт в Петербург и започва геоложки изследвания в Среден Урал. От 1882 работи в Геоложкия комитет.

## Изследователска дейност (1882 – 1902)

### Изследване на Южен Урал (1882 – 1885)
От 1882 до 1885 изследва западния склон на Южен Урал между 54 – 55º 30` с.ш. За три лета успява да изследва и картира около 11 – 13 хил. км2 площ. Той прави детайлно описание на редица къси, но мощни хребета и изяснява, че някои от тях са разсечени от речни долини, но представляват единно цяло в геоложки и генетически произход. Описвайки притоците на реките Уфа и Белая, забелязва следната закономерност: всички по-значителни реки по западния склон на планината в горните си течения имат меридионално направление, като протичат по продълговати, често заблатени равнини, след това остро завиват и в средните си течения пресичат високи хребети, като текат в дълбоки и тесни долини простиращи се по паралела; в долните си течения тези реки текат бавно и имат широки алувиални и заблатени долини.

### Изследване на Тиманското възвишение (1889 – 1890)
През летата на 1889 и 1890 изследва Тиманското възвишение (355 м), през 1889 – Южен Тиман, а през 1890 – Северен Тиман. Обособява 4 продълговати възвишения – Каменовъглено, Чайцински Камен, Тиманско и Космински Камен. Съставя точна топографска карта на цялото Тиманско възвишение и съседните му райони с площ около 170 хил. км2. Картира реките Ижма (531 км, Вичегда (1130 км), Ухта (около 200 км), Цилма (363 км), Милва (ок.200 км), Пижма (389 км, приток на Печора) и Пижма (184 км, приток на Мезен).

### Изследване на Донбас (1892) и Нова Земя (1895)
От 1892 в продължение на няколко години ръководи работата по геоложкото изследване на Донбас.
През юли 1895 изследва вътрешните райони на Нова Земя. През юли изследва крайбрежните западни райони на Южния остров на север от 72º 22` с.ш. до протока Маточкин Шар и през август пресича острова от запад на изток по 72º с.ш. През септември се завръща на западното крайбрежие в района на залива Пуховой (72º 38` с.ш.), от където извършва няколко радиални похода във вътрешността на острова.

### Експедиция в Шпицберген (1899 – 1901)
През 1899 – 1901, заедно с шведския геодезист Едвард Едерин, ръководи руско-шведска експедиция, имаща за цел извършването градусни измервания в Шпицберген. Участникът в експедицията от руска страна астронома Александър Семьонович Василиев, ръководи геодезическото заснемане и на базата на своите топографски скици съставя карти на някои части от архипелага.

## Следващи години (1902 – 1914)
От 1903 е директор на Геоложкия комитет и на Геоложкия музей на Петербургската академия на науките. Същата година изучава земетресението в Андижан от 16 декември 1902 в региона на Ферганската долина.
През 1907 на базата на събраните материали от трите експедиции на Андрей Владимирович Журавски и като ги съпоставя с данните на геолога А. И. Антипов, доказва наличието на възвишение в басейна на река Уса (десен приток на Печора) – възвишението Чернишов.
От 1909 е академик на Петербурската академия на науките. Почетен член е на много руски и чуждестранни научни институции и общества.
Умира на 15 януари 1914 година. Погребан е в Смоленското православно гробище в Санкт Петербург.

## Памет
Неговото име носят:
- връх Чернишов (79°00′ с. ш. 17°54′ и. д. / 79° с. ш. 17.9° и. д., 1244 м), в централната част на остров Западен Шпицберген, архипелаг Шпицберген;
- връх Чернишов (74°02′ с. ш. 55°36′ и. д. / 74.033333° с. ш. 55.6° и. д., 525 м), на западния бряг на Северния остров на Нова земя;
- връх Чернишов (72°27′ с. ш. 53°52′ и. д. / 72.45° с. ш. 53.866667° и. д.), на Южния остров на Нова земя;
- възвишение Чернишов (65° – 67° с.ш., 58° – 61° и.д., 211 м), в северната част на Република Коми;
- езеро Чернишов (73°19′ с. ш. 56°10′ и. д. / 73.316667° с. ш. 56.166667° и. д.), в най-южната част на Северния остров на Нова земя;
- залив Чернишов (76°00′ с. ш. 97°42′ и. д. / 76° с. ш. 97.7° и. д.), на Карско море, на северозападното крайбрежие на п-ов Таймир;
- ледник Чернишов (80°04′ с. ш. 59°16′ и. д. / 80.066667° с. ш. 59.266667° и. д.), на остров Салм, в архипелага Земя на Франц Йосиф;
- ледник Чернишов (75°53′ с. ш. 61°07′ и. д. / 75.883333° с. ш. 61.116667° и. д.), на западния бряг на Северния остров на Нова земя;
- остров Чернишов (70°12′ с. ш. 58°26′ и. д. / 70.2° с. ш. 58.433333° и. д.), в Баренцово море, на северозапад от остров Вайгач;
- о-ви Чернишов (76°00′ с. ш. 97°36′ и. д. / 76° с. ш. 97.6° и. д.), в Карско море, в архипелага Норденшелд;
- п-ов Чернишов (76°39′ с. ш. 149°11′ и. д. / 76.65° с. ш. 149.183333° и. д.), в югоизточната част на остров Бенет, в Източносибирско море;
- хребет Чернишов (55° с.ш., 122° 40` – 124° 20` и.д., 1572 м), в западната част на Амурска област, Русия;

## Съчинения
- „Орографический очерк Южного Урала" („Труды геологического комитета“, т. III, № 2, 1886);
- „Орографический очерк Тимана“ („Труды геологического комитета“, т. XII, № 1, 1915).